# Eleccions legislatives franceses de 2017
Les eleccions legislatives franceses de 2017 se celebraren l'11 i el 18 de juny del 2017 (amb dates diferents per als residents al continent americà) a França. Els comicis tingueren lloc després de les presidencials del mes de maig, amb victòria d'Emmanuel Macron (En marche!).

## Context
Les eleccions legislatives se celebraren un mes després de la segona ronda de les eleccions presidencials.
Des del 2002, les eleccions presidencials i les legislatives se celebren el mateix any per evitar el risc de cohabitació.

## Sistema electoral
Els 577 membres de l'Assemblea Nacional Francesa s'elegeixen seguint un sistema de segona volta amb escrutini uninominal majoritari en circumscripcions uninominals. Els candidats tenen cinc dies, del 15 al 19 de maig, per registrar-se.

## Resultats
| Partits i coalicions          | Partits i coalicions              | Partits i coalicions          | Partits i coalicions          | Primera volta | Primera volta | Primera volta | Segona volta | Segona volta | Segona volta | Total  | Total | Total |
| Partits i coalicions          | Partits i coalicions              | Partits i coalicions          | Partits i coalicions          | Vots          | %             | Escons        | Vots         | %            | Escons       | Escons | %     |       |
| ----------------------------- | --------------------------------- | ----------------------------- | ----------------------------- | ------------- | ------------- | ------------- | ------------ | ------------ | ------------ | ------ | ----- | ----- |
|                               |                                   | La República En Marxa         | REM                           | 6.390.797     | 28,21         | 2             | 7.826.432    | 43,06        | 306          | 308    | 53,38 |       |
|                               | Moviment Demòcrata                | MoDem                         | 932.229                       | 4,11          | 0             | 1.100.790     | 6,06         | 42           | 42           | 7,28   |       |       |
| Majoria presidencial (centre) | Majoria presidencial (centre)     | Majoria presidencial (centre) | Majoria presidencial (centre) | 7.323.026     | 32,32         | 2             | 8.927.222    | 49,12        | 348          | 350    | 60,66 |       |
|                               |                                   | Els Republicans               | LR                            | 3.573.366     | 15,77         | 0             | 4.040.016    | 22,23        | 113          | 113    | 19,58 |       |
|                               | Unió de Demòcrates i Independents | UDI                           | 687.219                       | 3,03          | 1             | 551.760       | 3,04         | 17           | 18           | 3,12   |       |       |
|                               | Dreta diversa                     | DVD                           | 625.395                       | 2,76          | 0             | 306.240       | 1,68         | 6            | 6            | 1,04   |       |       |
| Dreta parlamentària           | Dreta parlamentària               | Dreta parlamentària           | Dreta parlamentària           | 4.885.980     | 21,57         | 1             | 4.898.016    | 26,95        | 136          | 137    | 23,74 |       |
|                               |                                   | Partit Socialista             | PS                            | 1.685.773     | 7,44          | 0             | 1.032.985    | 5,68         | 29           | 29     | 5,03  |       |
|                               | Esquerra diversa                  | DVG                           | 362.328                       | 1,60          | 1             | 263.619       | 1,45         | 11           | 12           | 2,08   |       |       |
|                               | Partit Radical d'Esquerra         | PRG                           | 106.287                       | 0,47          | 0             | 64.860        | 0,36         | 3            | 3            | 0,52   |       |       |
| Esquerra parlamentària        | Esquerra parlamentària            | Esquerra parlamentària        | Esquerra parlamentària        | 2.154.388     | 9,51          | 1             | 1.361.464    | 7,49         | 43           | 44     | 7,63  |       |
|                               | França Insubmisa                  | França Insubmisa              | FI                            | 2.497.661     | 11,02         | 0             | 883.786      | 4,86         | 17           | 17     | 2,95  |       |
|                               | Partit Comunista Francès          | Partit Comunista Francès      | PCF                           | 615.503       | 2,72          | 0             | 217.833      | 1,20         | 10           | 10     | 1,73  |       |
|                               | Front Nacional                    | Front Nacional                | FN                            | 2.990.592     | 13,20         | 0             | 1.590.858    | 8,75         | 8            | 8      | 1,39  |       |
|                               | Regionalistes                     | Regionalistes                 | REG                           | 204.078       | 0,90          | 0             | 137.453      | 0,76         | 5            | 5      | 0,87  |       |
|                               | Diversos                          | Diversos                      | DIV                           | 351.575       | 1,54          | 0             | 100.574      | 0,55         | 3            | 3      | 0,52  |       |
|                               | Europa Ecologia-Els Verds         | Europa Ecologia-Els Verds     | EELV                          | 973.739       | 4,30          | 0             | 23.197       | 0,13         | 1            | 1      | 0,17  |       |
|                               | Debout la France                  | Debout la France              | DLF                           | 265.433       | 1,17          | 0             | 17.344       | 0,10         | 1            | 1      | 0,17  |       |
|                               | Extrema dreta diversa             | Extrema dreta diversa         | EXD                           | 68.319        | 0,30          | 0             | 19.030       | 0,10         | 1            | 1      | 0,17  |       |
|                               | Extrema esquerra diversa          | Extrema esquerra diversa      | EXG                           | 175.387       | 0,77          | 0             | —            | —            | —            | 0      | 0,00  |       |
|                               |                                   |                               |                               |               |               |               |              |              |              |        |       |       |
| Total                         | Total                             | Total                         | Total                         | 22.654.564    | 100           | 4             | 18.176.777   | 100          | 573          | 577    | 100   |       |
|                               |                                   |                               |                               |               |               |               |              |              |              |        |       |       |
| Vots vàlids                   | Vots vàlids                       | Vots vàlids                   | Vots vàlids                   | 22.654.564    | 97,77         |               | 18.176.777   | 90,13        |              |        |       |       |
| Vots en blanc                 | Vots en blanc                     | Vots en blanc                 | Vots en blanc                 | 354.391       | 1,53          | 1.397.496     | 6,93         |              |              |        |       |       |
| Vots nuls                     | Vots nuls                         | Vots nuls                     | Vots nuls                     | 161.263       | 0,70          | 593.159       | 2,94         |              |              |        |       |       |
| Participació                  | Participació                      | Participació                  | Participació                  | 23.170.218    | 48,71         | 20.167.432    | 42,64        |              |              |        |       |       |
| Abstencions                   | Abstencions                       | Abstencions                   | Abstencions                   | 24.401.132    | 51,29         | 27.125.535    | 57,36        |              |              |        |       |       |
| Cens                          | Cens                              | Cens                          | Cens                          | 47.571.350    |               | 47.292.967    |              |              |              |        |       |       |
|                               |                                   |                               |                               |               |               |               |              |              |              |        |       |       |
| Font: Ministeri de l'Interior |                                   |                               |                               |               |               |               |              |              |              |        |       |       |

### Resultats a la Catalunya del Nord

Resultats de la segona volta a la Catalunya del Nord
LREM
FN

A la Catalunya del Nord, el Departament dels Pirineus Orientals està representat amb quatre circumscripcions. En la segona volta, en totes quatre hi va haver un duel entre els candidats de La República En Marxa i els del Front Nacional. Els resultats foren els següents:
| Circumscripció                | Diputat sortint | Partit | Partit | Diputat electe     | Partit | Partit |
| ----------------------------- | --------------- | ------ | ------ | ------------------ | ------ | ------ |
| 1a                            | Jacques Cresta  |        | PS     | Romain Grau        |        | LREM   |
| 2a                            | Fernand Siré    |        | LR     | Louis Aliot        |        | FN     |
| 3a                            | Robert Olive    |        | PS     | Laurence Gayte     |        | LREM   |
| 4a                            | Pierre Aylagas  |        | PS     | Sébastien Cazenove |        | LREM   |
| Font: Ministeri de l'Interior |                 |        |        |                    |        |        |

### Mapes

Partit polític dels diputats sortints
Participació en la primera volta
Resultats de la primera volta per comuna
Circumscripcions que van elegir diputats en la primera volta
Primer candidat per circumscripció en la primera volta